# Jadwiga (żona Władysława Odonica)
Jadwiga (zm. 29 grudnia 1249) – księżna wielkopolska, żona Władysława Odonica. 
Pochodzenie księżnej Jadwigi nie jest pewne; uważa się ją niekiedy:
- za krewną wielkiego mistrza krzyżackiego Poppona von Osterna, miałaby wtedy pochodzenie frankońskie.
- za osobę rodu Andechsów. W takim razie była krewną Świętej Jadwigi.
- za córkę Mściwoja I, namiestnika Pomorza Gdańskiego.
- za córkę Świętopełka, czeskiego królewicza z dynastii Przemyślidów. 
- za osobę o gdańskim pochodzeniu. 
W latach 1218–1220 poślubiła Władysława Odonica, z którym miała synów Przemysła I i Bolesława Pobożnego oraz córki Salomeę i Eufemię. Przypuszczalnie miała też trzeciego syna Ziemomysła oraz córkę Jadwigę, żonę Kazimierza I, księcia kujawskiego.
Została pochowana w katedrze gnieźnieńskiej.